# 西村登美江
西村登美江（日语： Nishimura Tomie，1933年—），日本女子乒乓球运动员。她曾获得2枚世界乒乓球锦标赛金牌以及2枚亚洲乒乓球锦标赛金牌。她在1952年10月时的世界排名是第5位。